# 더 히스테릭스
더 히스테릭스(영어: The Hysterics)는 대한민국의 글램 메탈 밴드이다.

## 멤버
- 김세헌 (보컬) - 이브의 멤버로 활동한 경력이 있다.[1]
- 정유화 (기타) - 내 귀에 도청장치, 이브의 멤버로 활동한 경력이 있다.[1]
- 닉 (기타) - 바닐라 유니티의 멤버로 활동한 경력이 있다.[1]
- 로커(이창현) (베이스) - 더더의 멤버로 활동한 경력이 있다.[1]
- 강대희 (드럼)

## 음반
- 《Take It Sleazy》2014년